# Aloplektus
Aloplektus (lat. Alloplectus), rod od sedam vrsta zimzelenih trajnica i polugrmova iz porodice gesnerijevki rasprostranjen po Južnoj Americi
Dio je podtribusa Columneinae.

## Etimologija
Ime roda dolazi od grčkog άλλος, allos = raznovrstan, i πλεκτος, plectos = nabran, presavijen, aludirajući na čašku čiji su režnjevi savijeni unatrag (zakrivljeni).

## Opis roda
Rod, koji je dugo vremena bio taksonomski „koš za smeće”, s više od 140 vrsta koje se spominju, drastično je preinačio Wiehler (1973.), a nedavno – uglavnom na temelju molekularnih podataka – smanjio na 5 vrsta od strane J. L. Clarka (vidi Clark 2005, 2006 i Clark et al 2006). Preostale vrste su svrstane u sedam drugih rodova. Karakteristične značajke uključuju obvezni epifitski habitus, obilno razgranate stabljike, ± izofilne listove s neupadljivom sekundarnom venacijom (barem kada su suhi), neresupinirane cvjetove, vjenčić vrećast ispod usta, uzdužno rascijepljene prašnike i mesnate čahure. Rod seže od Kostarike do Perua, ali je raznolikiji u kolumbijskim Andama. Rod je srodan Glossoloma, Crantzia, Drymonia i Columnea. Moguće je da nijedna vrsta Alloplectusa u sadašnjem ograničenom smislu nije u uzgoju (Clark 2006).

## Vrste
1. Alloplectus aquatilis C.V.Morton
2. Alloplectus chrysanthus Planch. & Lindl.
3. Alloplectus dimorphobracteatus Hoehne
4. Alloplectus glabrescens C.V.Morton
5. Alloplectus hispidus (Kunth) Mart.
6. Alloplectus inflatus J.L.Clark & L.E.Skog
7. Alloplectus tessmannii Mansf.
8. Alloplectus weirii (Kuntze) Wiehler